# Castello a Mare (Palermo)

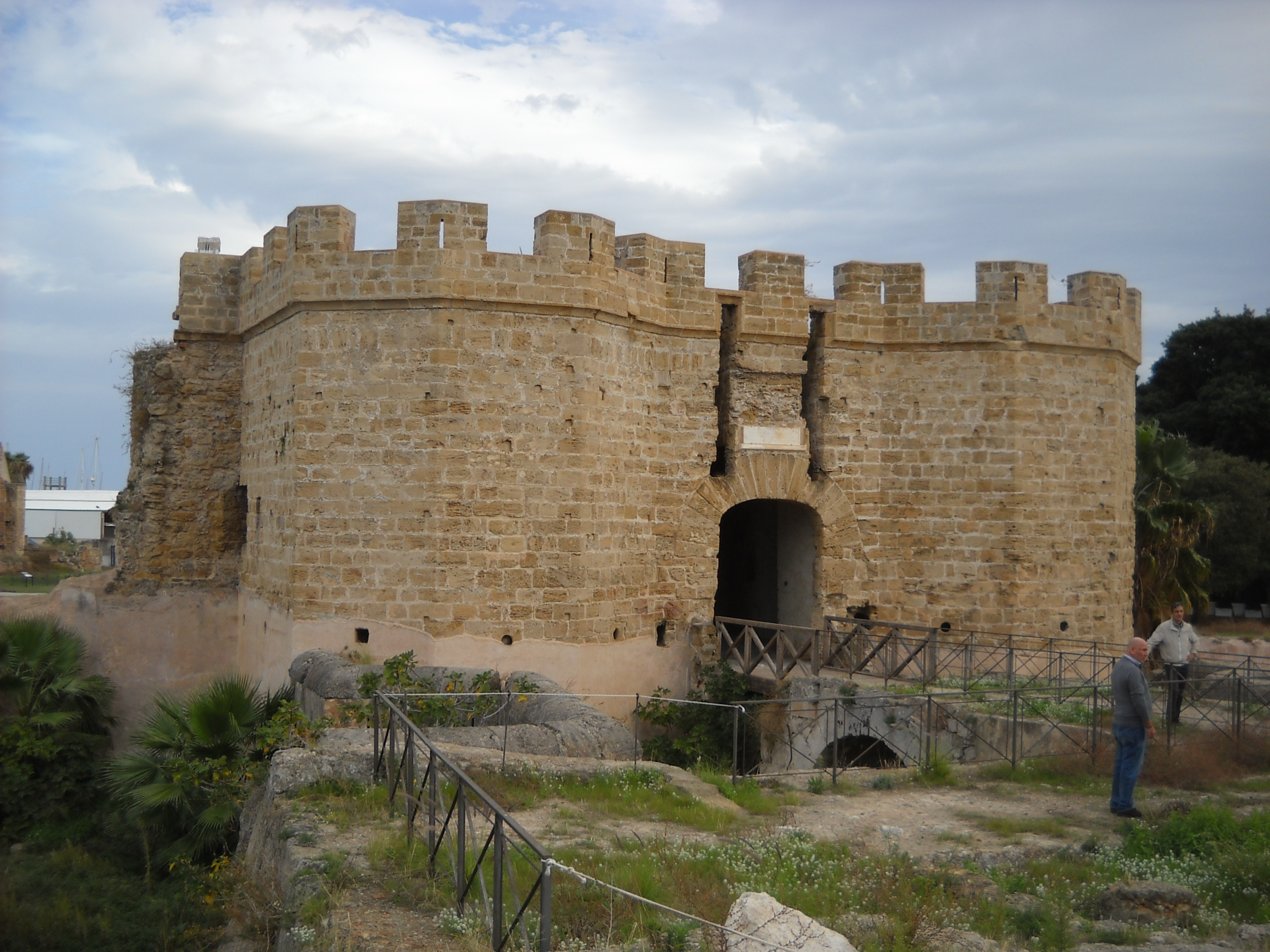
La Fortezza San Pietro.

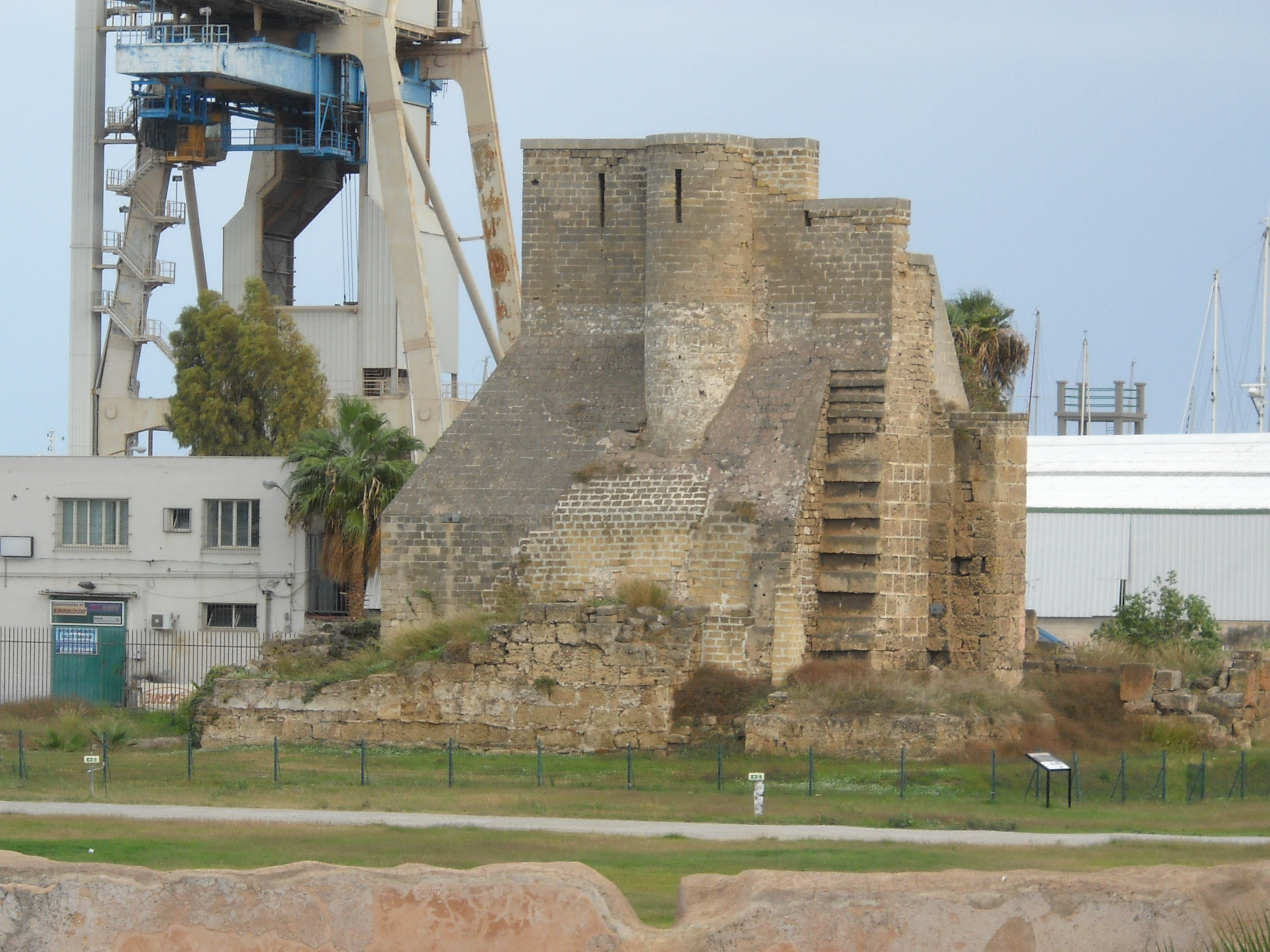
Il Mastio.

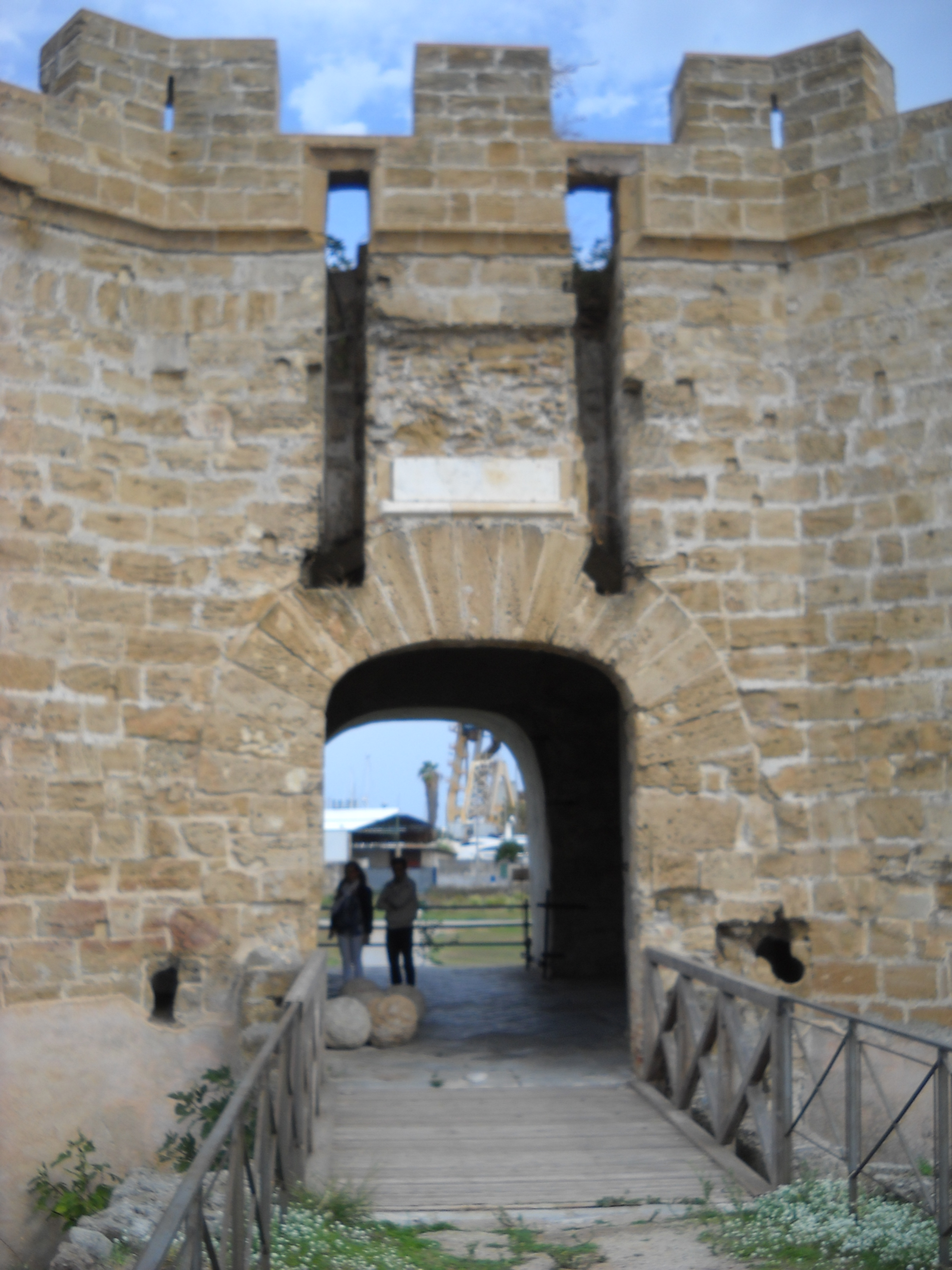
Ingresso.

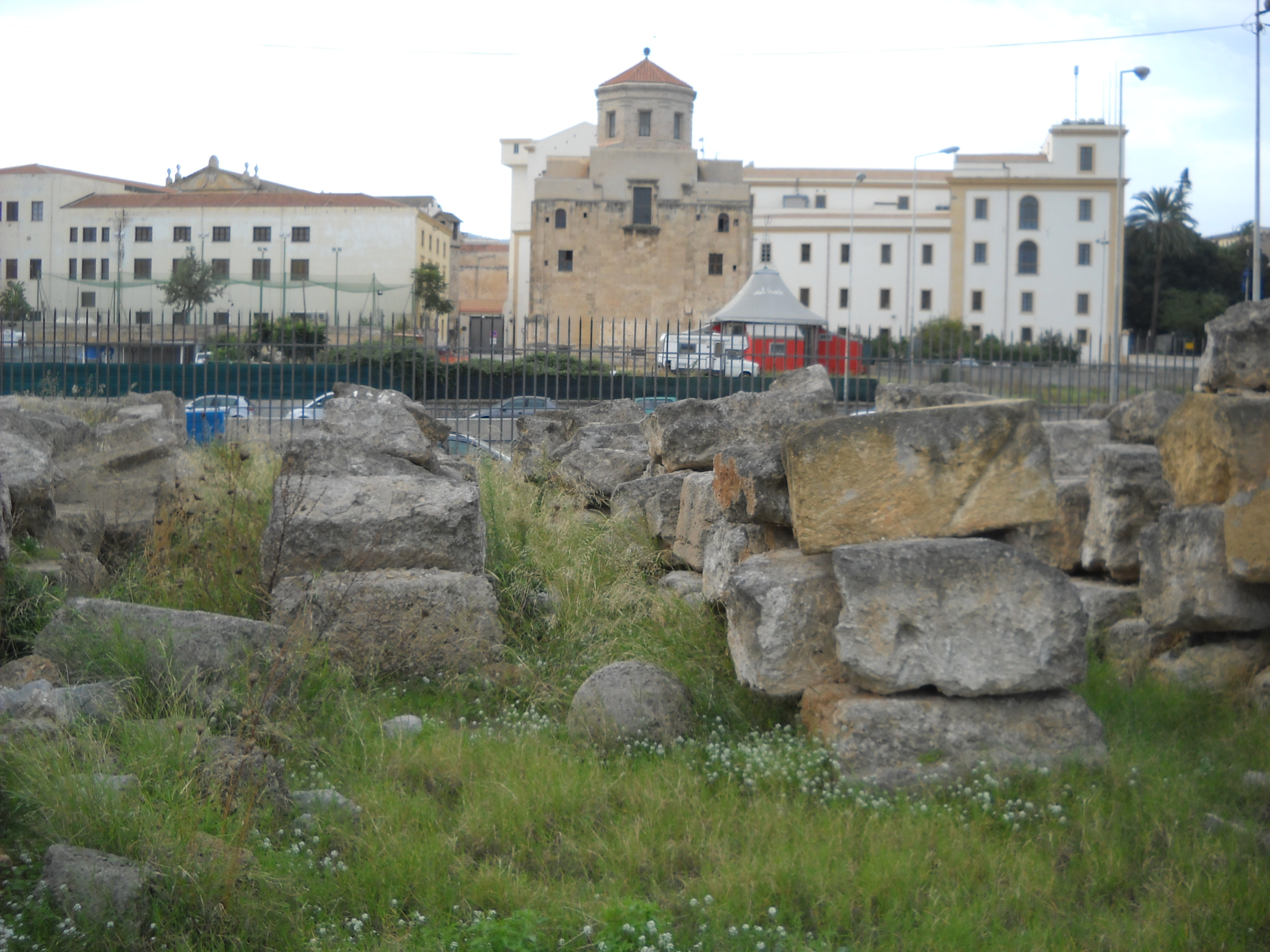
Il Parco archeologico.

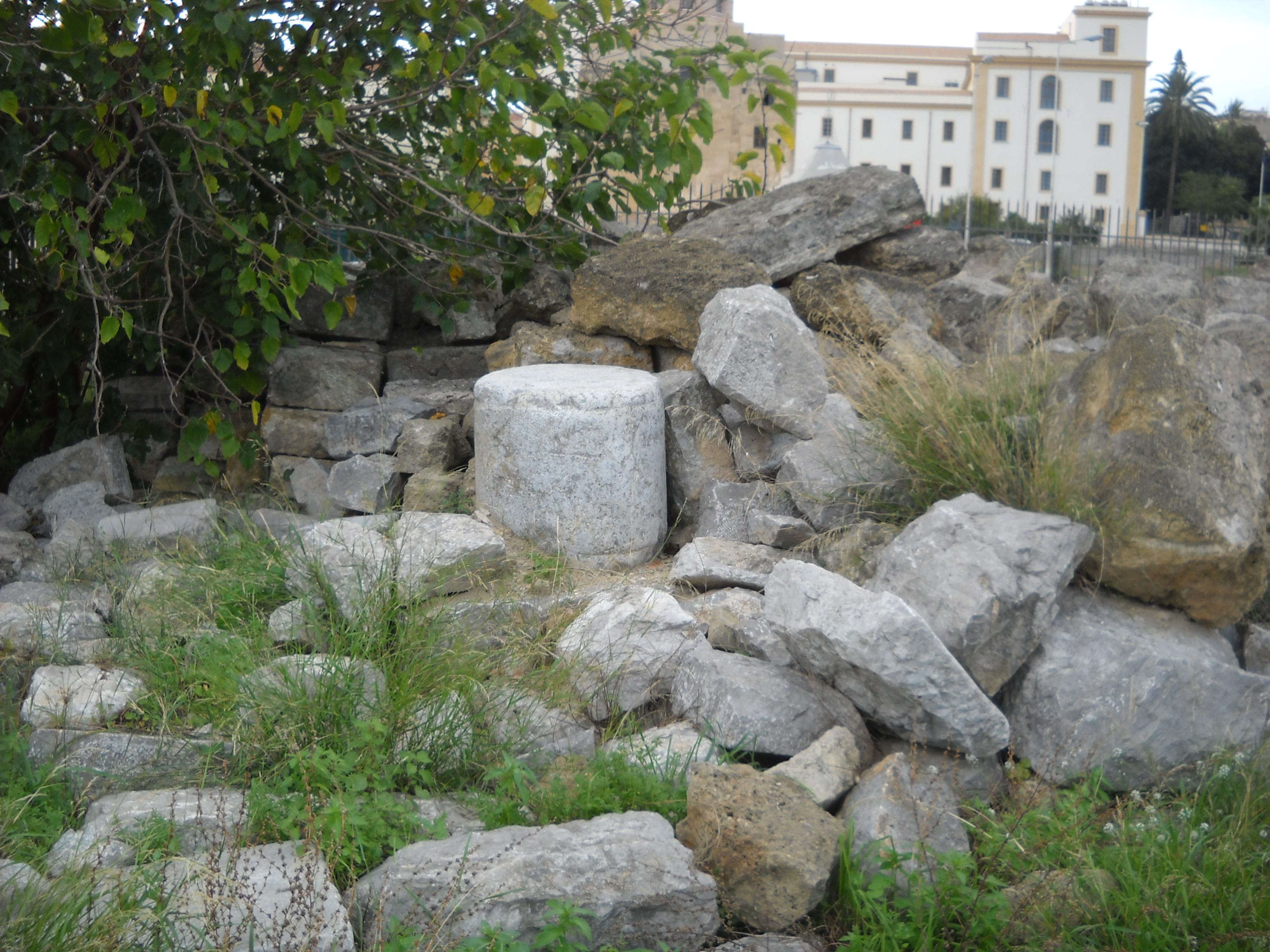
Il Parco archeologico.

Il castello a Mare si trova nel Parco archeologico del Castellammare, nei pressi della Cala, nel quartiere la Loggia, a nord del porto di Palermo., nell'area oggi denominata "molo trapezoidale"
È stato il più importante baluardo difensivo del porto di Palermo fino al XX secolo.

## Storia

### Epoca normanna
Una prima fortificazione è edificata in epoca araba intorno al IX secolo, edificata rivolta verso il mare per il controllo e la difesa del porto, a ridosso della La Cala, nell'area adiacente alla Kalsa. L'attuale struttura è stata costruita in epoca normanna da Roberto il Guiscardo e dal Gran Conte Ruggero a conquista avvenuta..

### Epoca aragonese
Nel 1333 la flotta di Roberto d'Angiò, nell'ambito delle Guerre del Vespro tentò d'assaltarlo. Fino al 1337 fu la residenza preferita del sovrano Federico III di Sicilia che riformò personalmente l'ordinamento delle prigioni in esso ospitate. Le carceri molto vulnerabili dal punto di vista della sicurezza, per via dei frequenti assalti, quando non subivano veri e propri sabotaggi o bombardamenti dall'esterno, motivarono i primi interventi di restauro a carico dei cittadini.
Fino agli eventi contraddistinti dal Giuramento di Castronovo, regnante Martino il Giovane, il maniero ospitò i tribunali della giustizia ordinaria, secondo il privilegio concesso da Federico III di Sicilia. Gli uffici dei tribunali approdano nel Palazzo Chiaramonte-Steri fino al 1598, per essere trasferiti nel restaurato Palazzo Reale. Sotto la reggenza di Bianca di Navarra nel 1417, per garantire la sicurezza della struttura è costruito un fossato, la porta e gli accessi sono dotati di barbacane, sono poste grate e sbarre alle finestre, è completato il tetto, sono aggiunti quegli accorgimenti atti a migliorare le funzioni e la qualità di vita delle persone e delle istituzioni in esso ospitate.
Nel 1445 furono aggiunte altre opere difensive volute da Alfonso V d'Aragona, è documentato il luogo di culto retto da un cappellano, i magazzini d'approvvigionamento di cereali e legname, i locali per la macinatura del grano.
Tra i vari documenti del XIV e del XV secolo, è pervenuto un inventario delle armi e dei beni, redatto nel 1478, in occasione della morte del castellano Giovanni Antonio Fuxa.
Nel 1496 sono documentati altri lavori d'ampliamento voluti da Ferdinando II d'Aragona e commemorati con una targa marmorea posta all'ingresso, fortificazioni motivate dai sempre più frequenti assalti di flotte corsare genovesi e saracene.

### Epoca spagnola
Fu residenza temporanea dei viceré di Sicilia. Durante la rivolta popolare filofrancese capeggiata da Gianluca Squarcialupo nel 1517, anche lo stesso viceré di Sicilia Ettore Pignatelli, conte e duca di Monteleone, vi si trasferì per maggiore sicurezza, anche in seguito si spostò per breve periodo il Palazzo Chiaramonte-Steri e infine Palazzo Regio. 
Nel 1523 il viceré Pignatelli affidò al padovano Pietro Antonio Tomasello, nominato ingegnere del Regno, l'incarico di riprogettare   la struttura, facendone una fortezza imprendibile oltre che la sede vicereale. Il progetto non fu realizzato. Tuttavia durante il regno di Carlo V d'Asburgo che incentivò in tutti i modi il rafforzamento delle fortificazioni siciliane, il castello fu rafforzato con bastioni, verso terra, a difesa dei primitivi maschio e torrione.
Le cronache riportano che fu la dimora del viceré di Sicilia Ferrante I Gonzaga, infatti i figli Francesco Gonzaga e Gian Vincenzo Gonzaga, nati nel Castello a Mare, furono battezzati nella chiesa di San Giacomo la Marina, parrocchia competente per territorio, rispettivamente nel 1538 e nel 1540.
Il castello divenne sede siciliana del Tribunale dell'Inquisizione tra il 1553 e il 1601, istituzione introdotta in Sicilia fin dal 1487 da Ferdinando II d'Aragona, e presto trasferita allo Steri.
Il 29 agosto 1593, per lo scoppio di due polveriere, perirono numerose persone fra cui l'insigne poeta Antonio Veneziano, ivi rinchiuso per scontare una condanna per diffamazione.
Nel 1658 per la nascita del figlio di Filippo IV di Spagna, l'erede al trono Prospero Filippo, gran parte dei proventi regalati per le fasce dell'infante, furono destinati per migliorie alle strutture, evento commemorato da stele marmoree. Il principino, anch'egli morì in tenera età come tutti i fratelli maschi che lo precedettero, eccetto Carlo II di Spagna nato alcuni giorni dopo la sua dipartita, cresciuto a sua volta debole e malaticcio.
Nel quadriennio 1670 - 1674 è edificata la fortificazione voluta dal viceré di Sicilia Claudio Lamoral, I Principe di Ligne.

### Epoca borbonica

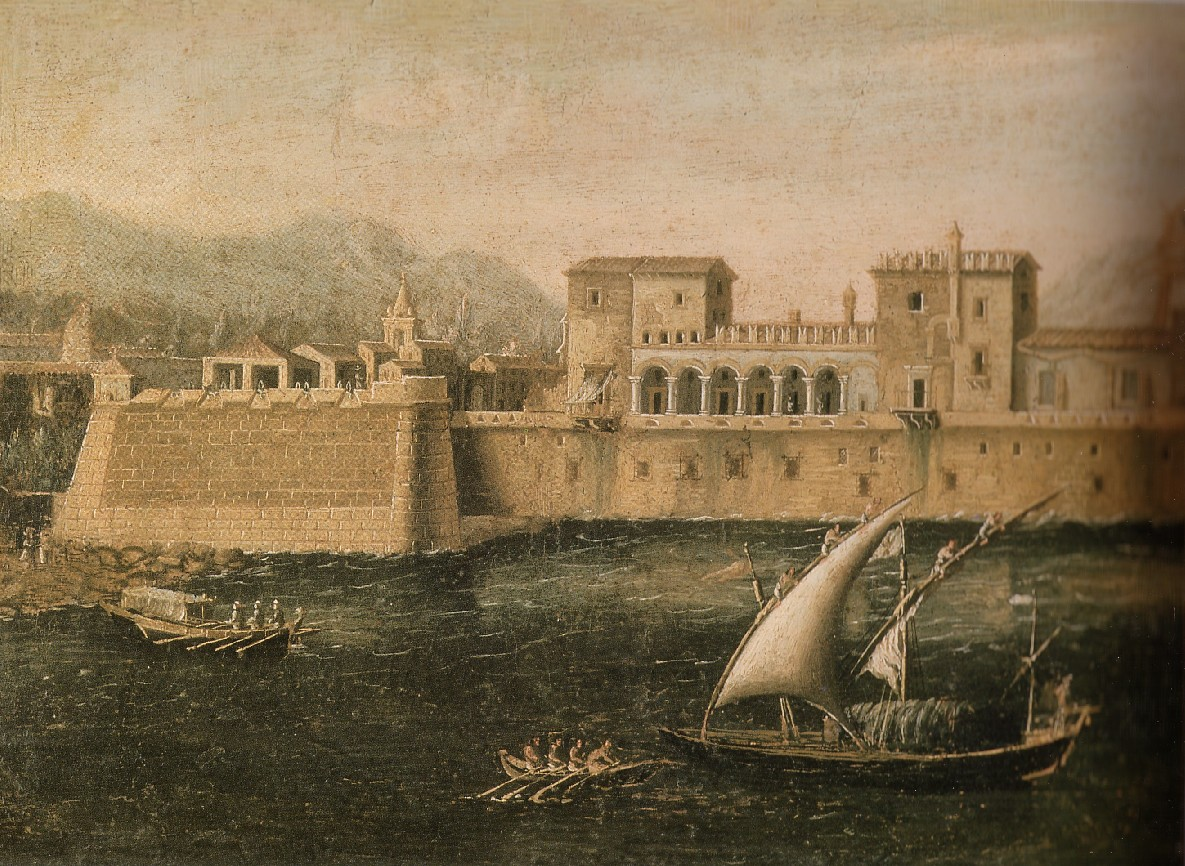
La Fortezza San Pietro.

In età borbonica divenne struttura puramente difensiva, nota per essere stata sede di iniziative anti-borboniche concluse poi negativamente coi moti del 1718 e 1734. Nel 1722, sulla piazza antistante è documentata l'installazione della statua di San Giovanni Nepomuceno, realizzata da Tommaso Maria Napoli, manufatto custodito dopo gli eventi del 1860 nella chiesa di Santa Maria degli Angeli detta la «Gancia», oggi nella cappella eponima della chiesa di San Giacomo dei Militari.
Con Ferdinando III di Borbone furono aggiunte altre fortificazioni. Tra le più importanti si ricordano:
- Bastione di San Pietro
- Porta Aragonese
- Baluardo di San Giorgio
- Baluardo di San Pasquale
- Baluardo del Principe di Lignè.[14]

Durante l'insurrezione di Palermo fu uno dei punti da cui si bombardò la città e fu parzialmente smantellato dopo la partenza delle truppe regie. Tuttavia proprio durante il Regno delle due Sicilie alcune strutture furono sottoposte a restauri e ammodernamenti fino al regno di Francesco II nel 1860, quando l'intero complesso fu assaltato e in parte demolito dalla popolazione, secondo la richiesta formulata a Giuseppe Garibaldi.

### Epoca contemporanea
Fu adibito a caserma militare fino al 1922 quando cominciò la sua demolizione perché considerato superfluo e nell'ambito del rinnovamento urbanistico portato avanti dal PRG dell'ing. Felice Giarrusso (1886). Tra le perdite per la storia dell'edificio, venne demolita anche un'elegante loggia cinquecentesca che caratterizzava il fronte verso la chiesa di S. Maria della Catena. Le rovine e l'aria di sedime subirono ulteriori danni durante i bombardamenti della Seconda guerra mondiale.
Nel 2009, a seguito di scavi e lavori di restauro, iniziati nel 2006 per riportare alla luce i resti del complesso ed eliminare una serie di baracche ed abitazioni precarie che erano cresciute spontaneamente nel dopoguerra, è diventato il nucleo del Parco archeologico del Castellammare ed altri progetti, in sintonia con l'Autorità portuale sono previsti per riallagare alcune aree verso l'attuale arrivo degli aliscafi.

## Architettura

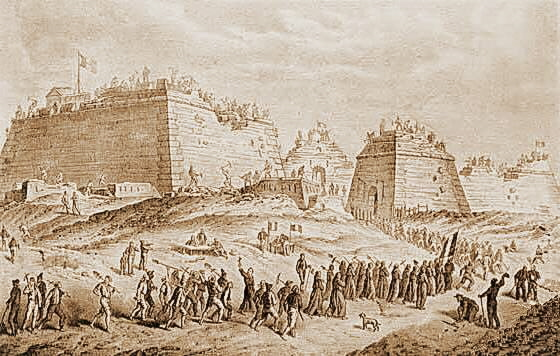
Parziale demolizione della fortezza nel 1861.

Fino al 1923 la fortezza presentava una cinta muraria quadrangolare bagnata su due lati dal mare, che racchiudeva al suo interno un enorme complesso architettonico, risultato di continue ristrutturazioni e adattamenti alle varie esigenze occorse nel tempo.
Anticamente composto da un grande maschio di epoca araba, alcune parti normanne (come la cappella della Bagnara), bastioni e zona d'ingresso quattrocenteschi, un palazzetto rinascimentale, una chiesa cinquecentesca (la Madonna di Piedigrotta, edificata su un'antica moschea araba), due basse torri esagonali e molte altre strutture e fabbriche di epoca più recente.
Degli antichi edifici rimangono parte della torre maestra, la torre cilindrica e il corpo d'ingresso o "porta aragonese".

## Chiesa di San Giovanni Battista a Castellammare
- 1088, In epoca normanna è documentata la chiesa di Chiesa di San Giovanni Battista a Castellammare.[15]
- 1178, Guglielmo II di Sicilia concede il tempio ai monaci dell'Ordine cistercense del monastero di Santo Spirito. Sull'esempio delle abbazie cistercensi, anche qui è fondato un ospedale.[15]
- 1516, La chiesetta e l'ospedale di Castellamare seguono le sorti del monastero e ospedale di Santo Spirito aggregati all'Ospedale Grande e Nuovo. La fusione è decretata dall'imperatore Carlo V e riconosciuta con bolla pontificia di Papa Leone X.[16]
- 1519, La comunità dei napoletani di stanza a Palermo costituisce la Confraternita di San Giovanni dei Napoletani all'interno del tempio.
- 1526, Nuovi disegni tattico militari decretano la demolizione della chiesa troppo a ridosso di Castellammare nel porto della Cala. La chiesa della Nazione Napoletana si trovava troppo vicino alle fortificazioni,[15] per ordine di Carlo V fu demolita.[17] Ai napoletani è concesso il luogo e la licenza di costruire il nuovo luogo di culto su terreni adiacenti alla chiesa di Santa Maria della Catena.[17]
- 1580, Divenuta parrocchia col titolo di «San Sivestro».

Nel 1527 i Rettori della Confraternita di San Giovanni Battista la Nazione Napoletana, ottennero dalla Regia Gran Corte l'assegnazione di due magazzini presso il vecchio porto della Cala per costruirvi la loro nuova chiesa, demolita per ordine di Carlo V. La costruzione della chiesa di San Giovanni dei Napoletani fu completata nel 1617.

## Ospedale di San Giovanni Battista a Castellammare
Nel 1431 l'ospedale è accorpato all'Ospedale Grande e Nuovo.

## Chiesa di San Pietro la Bagnara
La chiesa di San Pietro la Bagnara, luogo di culto in stile normanno demolito nel 1834.

## Chiesa della Madonna di Piedigrotta
Cinquecentesco luogo di culto documentato nel recinto del castello.
- 1590 - 1591, Immacolata Concezione, dipinto di Giuseppe d'Alvino, commissione del viceré di Sicilia Diego Enriquez Guzman, conte di Alba de Lista, scampato al crollo del pontile ligneo del porto, opera documentata.

### Porta di Piedigrotta
Varco d'accesso documentato. La porta fu aperta nel 1585 per consentire ai devoti la venerazione dell'immagine di Maria Vergine sotto il titolo di Piedigrotta. Costruzione alta 14 palmi e altrettanto larga, demolita nel 1895.
Dal lato opposto verso settentrione la Porta San Giorgio, demolita nel 1853.

## Chiesa di San Silvestro e San Giovanni Battista
La chiesa parrocchiale del castello in epoca borbonica è dedicata a San Silvestro ed in seguito intitolata a San Giovanni Battista edificata sotto Alfonso V d'Aragona nel 1445, in seguito aggregata alla chiesa di San Giacomo la Marina dall'arcivescovo Cesare Marullo, fonti più antiche la documentano già dipendente alla giurisdizione parrocchiale. Il titolo parrocchiale di San Giacomo su tutti i luoghi di culto della Fortezza è mantenuto fino al 27 dicembre 1580. Approvazione reale di re Filippo II della chiesa di San Silvestro e San Giovanni Battista a parrocchia risale al 1582.
Il 29 agosto 1593 il tempio fu danneggiato dallo scoppio delle polveriere e immediatamente ricostruito, con una grande cappella nell'abside dedicata alla custodia e all'adorazione del Santissimo Sacramento, e coro fra tele raffiguranti San Michele Arcangelo e San Francesco.
Nel 1863 il titolo parrocchiale fu soppresso. La chiesa fu demolita insieme a gran parte del castello nel 1922.
- Cappella prossima al cornu evangelii dedicata al Santissimo Crocifisso, è documentato il quadro della tradizione iberica raffigurante Nostra Signora di Atocha.[24]
  - Cappella adiacente alla prima, con il quadro raffigurante San Gaetano, opera di Vito d'Anna.[2][24]
- Cappella prossima al cornu epistulae con il quadro raffigurante San Silvestro Papa, opera di Vito d'Anna.[2][24]
  - Cappella della Madonna del Rosario: sull'altare il dipinto su tavola raffigurante i quindici Misteri del rosario,[24] opera di Vito d'Anna, proveniente dalla primitiva chiesa di Castellammare.[2][25]

Opere documentate:
- ?, San Giovanni Battista,[25] statua marmorea proveniente dalla chiesa normanna.
- XV secolo, Madonna con Gesù Bambino, tempera su tavola di anonimo pittore toscano, opera proveniente dalla primitiva chiesa di Castellammare, oggi custodita nel Museo Diocesano.
- ?, Battesimo di Cristo, dipinto su tela di Francesco La Farina, oggi nel transetto destro della chiesa del Santissimo Salvatore in corso dei Mille.
- ?, Altare maggiore, manufatto marmoreo, oggi nella chiesa di San Gaetano Maria Santissima del Divino Amore a Brancaccio.
- XVI secoloc., Portale, manufatto in bugnato, opera rimontata nella facciata laterale del vicino Ritiro di Suor Vincenza. Dopo il bombardamento del 1943 i pezzi furono dispersi tra le macerie, secondo altre fonti sarebbero stati conservati all'interno del complesso dello Spasimo.

## Moschea di Castellammare
Primitivo luogo di culto d'epoca araba. Con le ristrutturazioni operate dagli Altavilla la moschea fu derivata nella chiesa di San Giovanni Battista a Castellammare.

## Piazza di Castellammare
Area ospitante la statua di San Giovanni Nepomuceno.

## Galleria d'immagini

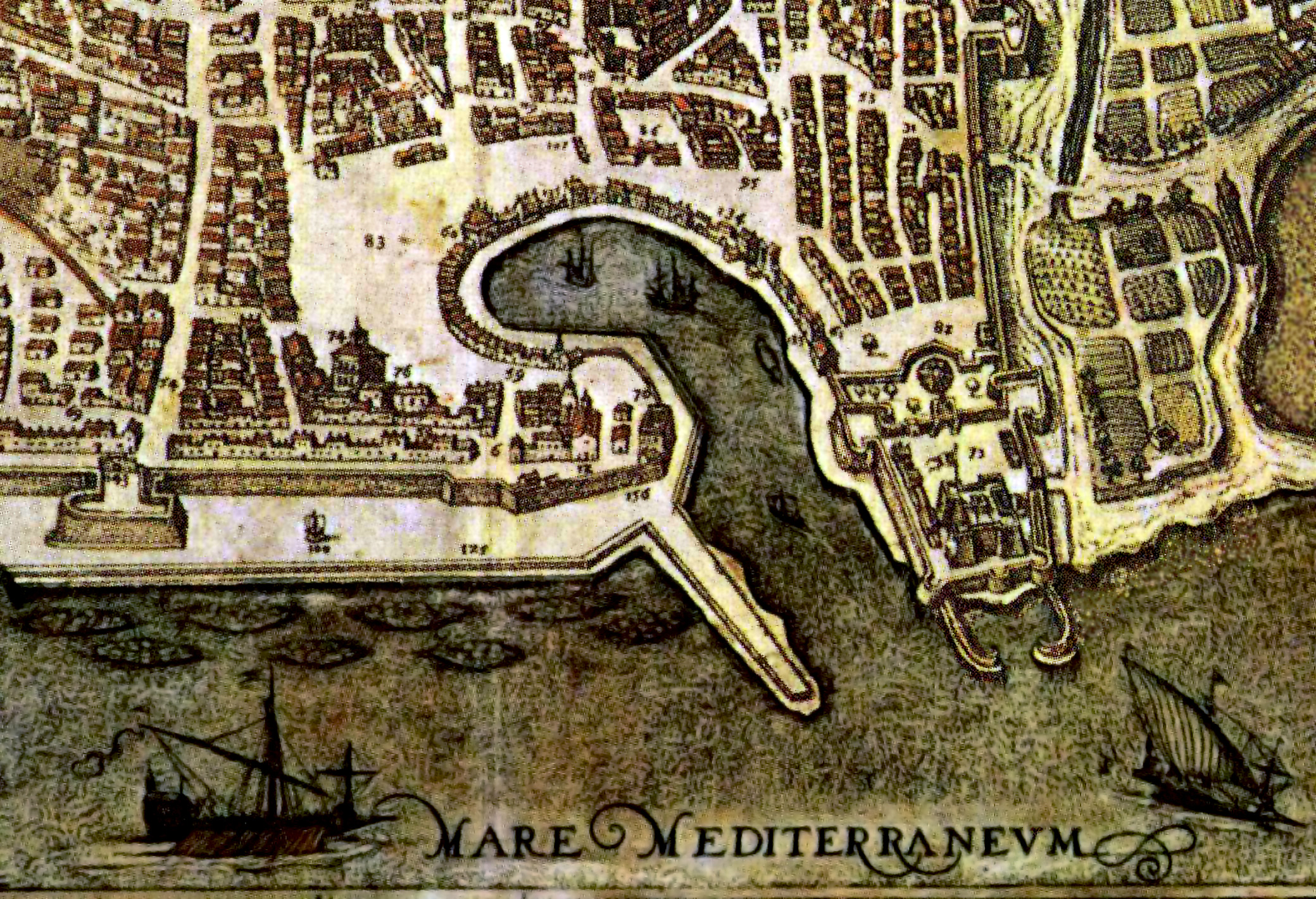
Il Castello a Mare in una pianta del 1581.
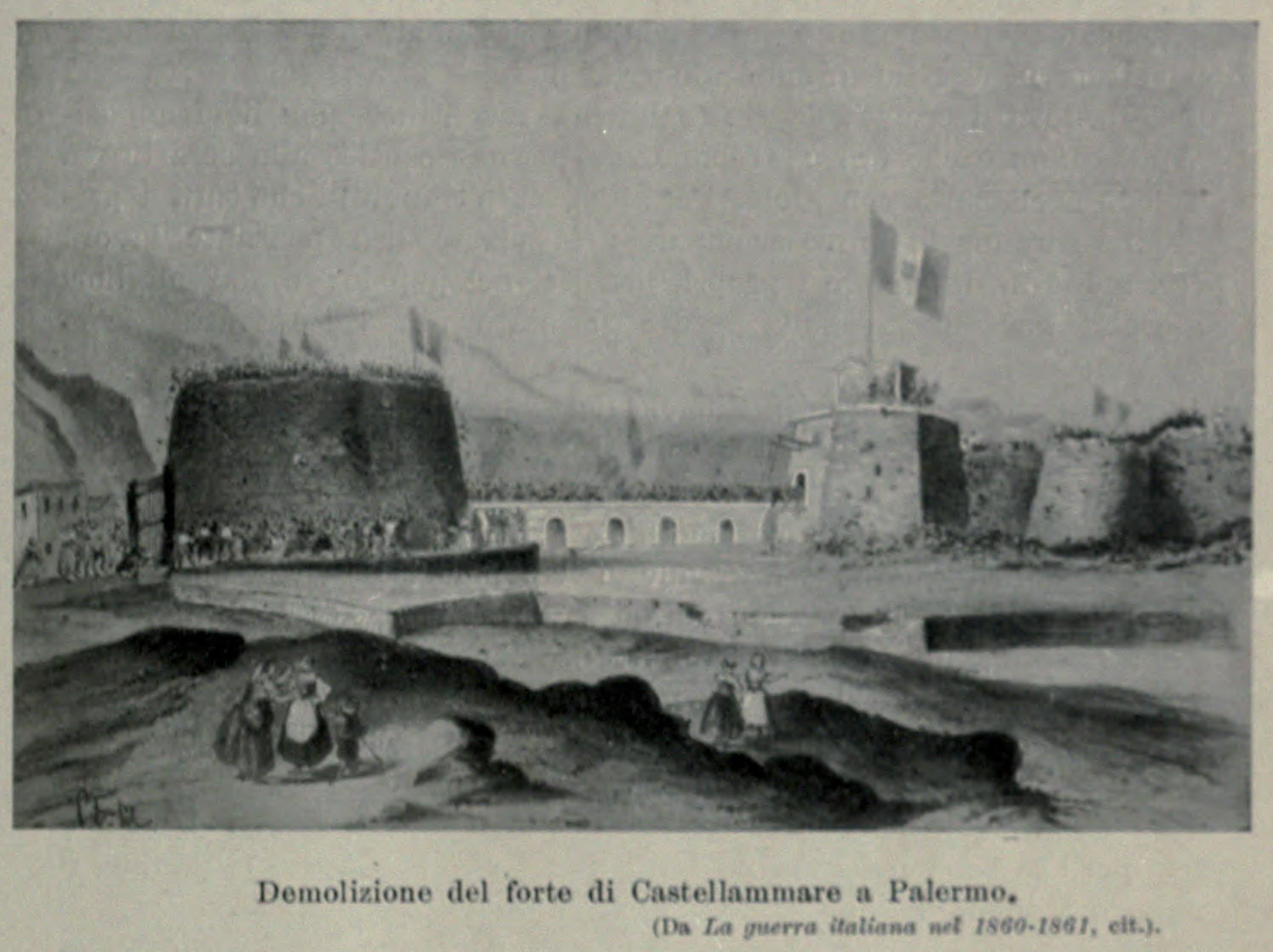
Il forte nel 1860 in una stampa del 1907
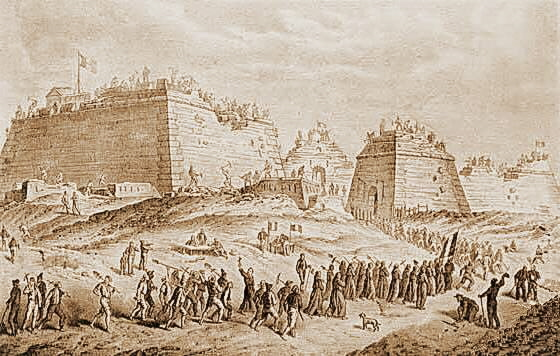
Di Lorenzo A. - Demolizione della cittadella di Castellamare
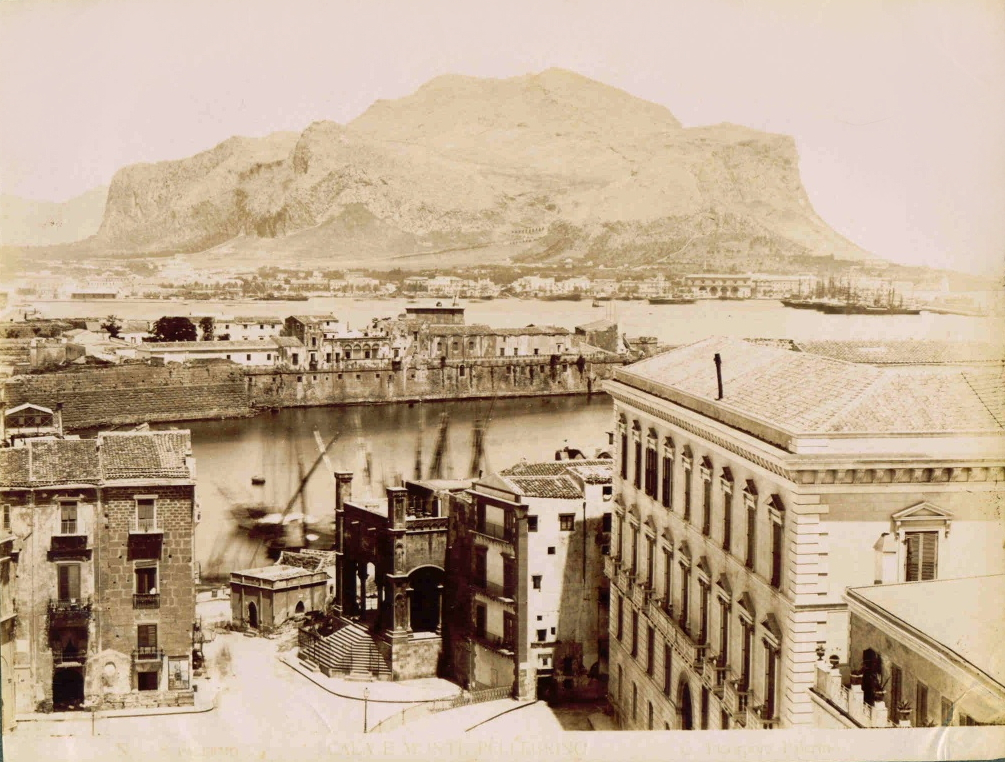
Incorpora, Giuseppe (1834-1914) - Palermo - Cala e Monte Pellegrino
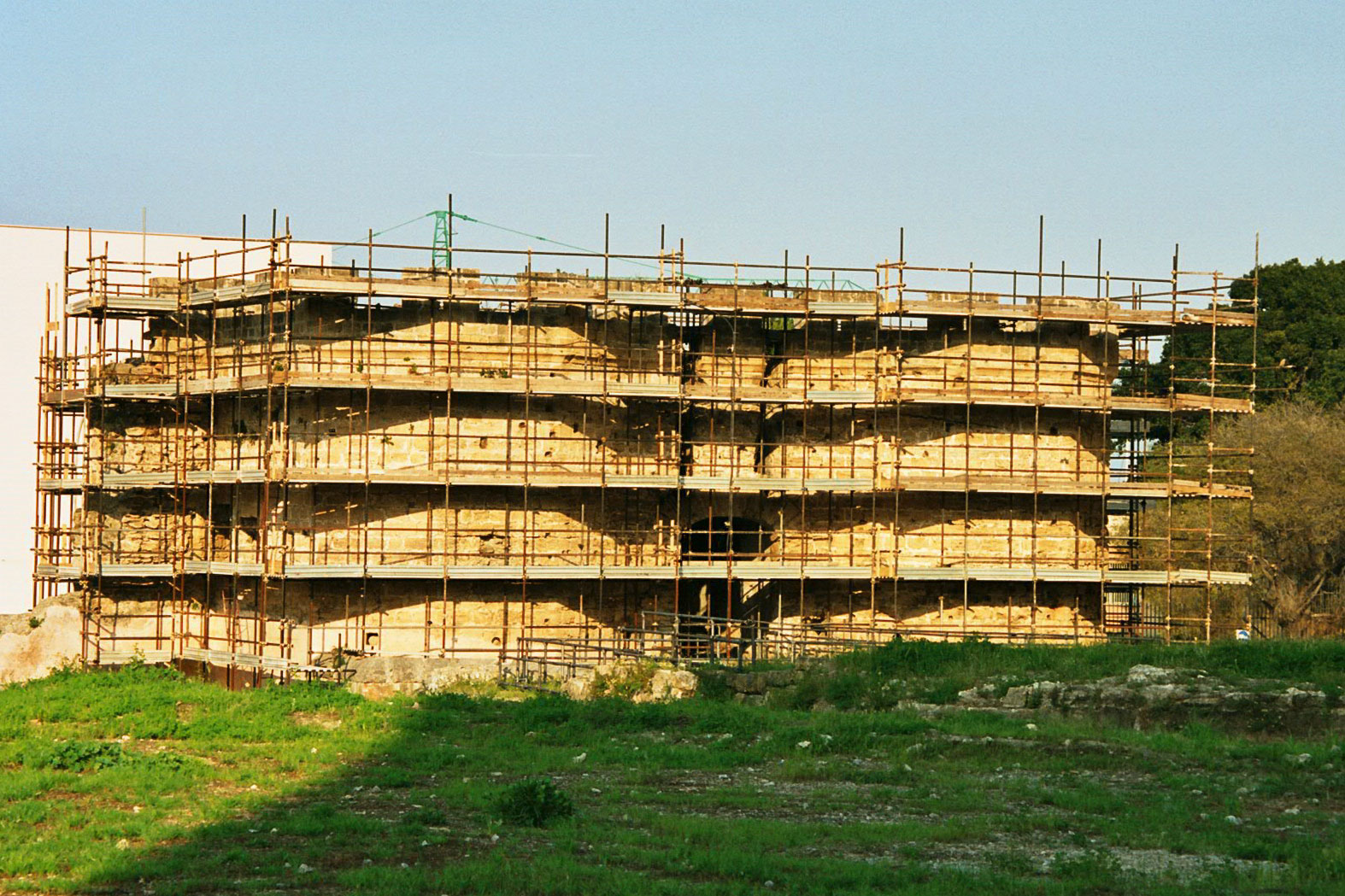
Il restauro del castello nel 2007.
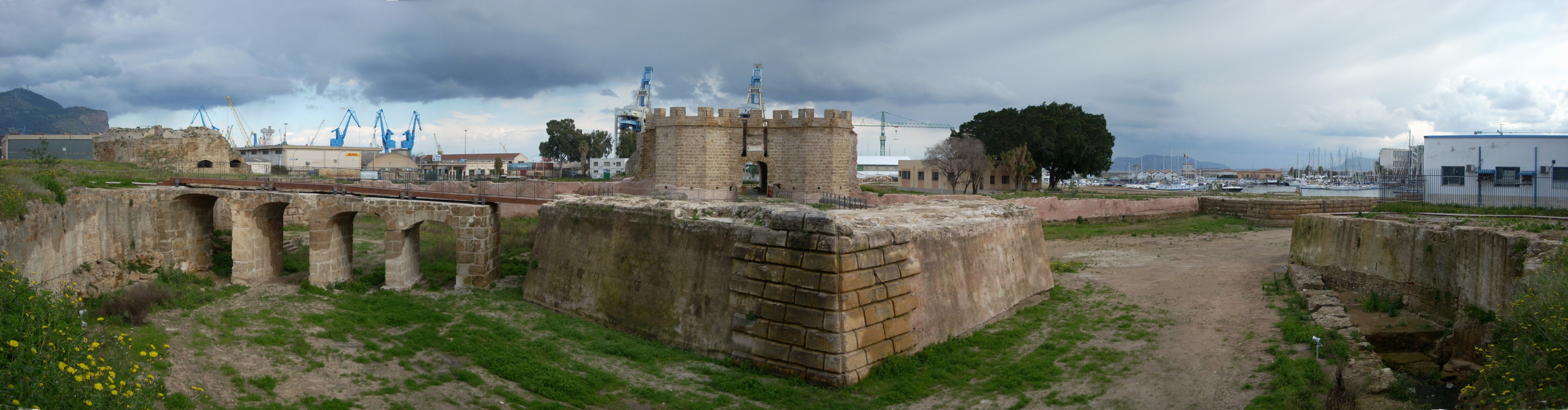
Panorama del Castello a Mare.
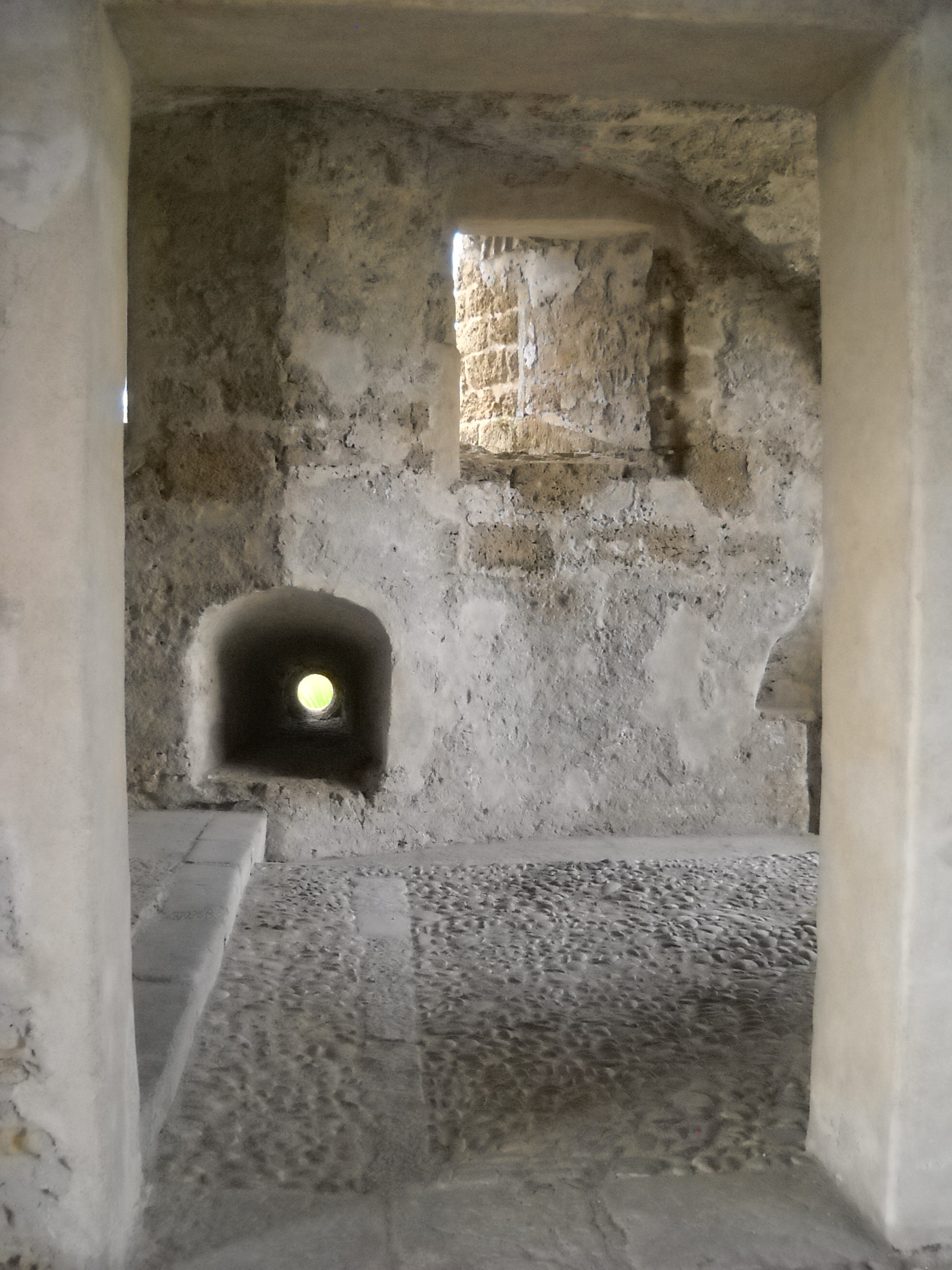
Castello a mare di Palermo feritoie dei cannoni